# Chrysocephalum baxteri
Chrysocephalum baxteri là một loài thực vật có hoa trong họ Cúc. Loài này được (A.Cunn. ex DC.) Anderb. mô tả khoa học đầu tiên năm 1991.